# Museo Histórico de Tamsui
El Museo Histórico de Tamsui(en chino, 淡水 古蹟 博物館; pinyin, Dànshuǐ Gǔjī Bówùguǎn) es un museo en Distrito de Tamsui, Nuevo Taipéi en Taiwán.

## Historia
El edificio del museo solía ser el consulado Británico. El museo fue establecido en 2005 por Gobierno del condado de Taipéi.

## Transporte
El museo es accesible a poca distancia al noroeste de estación de Tamsui de Metro de Taipéi.